# François Couchepin

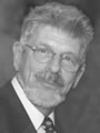
François Couchepin

François Couchepin (Martigny, 19 januari 1935 – 23 februari 2023) was een Zwitsers jurist en politicus.
Couchepin studeerde rechten aan de Universiteit van Lausanne. In 1957 promoveerde hij en vestigde zich als notaris en advocaat (1959). Van 1964 tot 1980 had hij een eigen advocatenpraktijk in Martigny. Van 1965 tot 1980 maakte hij namens de Vrijzinnig Democratische Partij (FDP) deel uit van de Grote Raad van Wallis. Hij was eerste fractiesecretaris (1965-1977) en daarna fractievoorzitter (1977-1979) van de FDP in de Grote Raad van Wallis.
Couchepin werd op 1 maart 1980 gekozen tot chef van de Franstalige Sectie van de Vertaaldienst van de Bondskanselarij. Op 1 februari 1981 werd hij tot vicekanselier gekozen onder bondskanselier Walter Buser.
Counchepin werd op 12 juni 1991 tot bondskanselier gekozen. Zijn tegenkandidaten waren Achille Casanova (CVP), Max Friedli en Fritz Mühlemann (beide SVP) en Kurt Nuspliger (SP). Hij trad op 1 juli 1991 in functie. Hij bleef bondskanselier tot 31 december 1999.